# Список подружжів монархів Великої Британії
Див. також: Список монархів Британських островів .
Подружжя монархів у Великій Британії та їхні попередники не мають спеціального конституційного статусу чи влади, але багато з них мають значний вплив через монарха. Деякі королівські подружжя, такі як Філіпп, герцог Единбурзький, допомагають покращувати суспільне сприйняття монархії, будучи знаменитими в їхньому власному праві.

## Подружжя монархів Великої Британії з 1707 року по теперішній час

### Стюарти
| Портрет | Герб | Ім'я           | Батьки                                                                  | Народження         | Шлюб                     | Став консортом                                          | Коронація      | Перестав бути консортом      | Смерть                       | Чоловік (а) |
| ------- | ---- | -------------- | ----------------------------------------------------------------------- | ------------------ | ------------------------ | ------------------------------------------------------- | -------------- | ---------------------------- | ---------------------------- | ----------- |
|         |      | Георг Данський | Батько: Фредерік III Данський Мати: Софія Амалія Брауншвейг-Люнебурзька | 2 (12) квітня 1653 | 28 липня (7 серпня) 1683 | 1 (12) травня 1707 Створення Королівства Великобританії | не коронований | 28 жовтня (8 листопада) 1708 | 28 жовтня (8 листопада) 1708 | Ганна       |

### Ганновери
| Портрет | Герб | Ім'я                            | Батьки                                                                                   | Народження          | Шлюб                       | Став консортом                     | Коронація           | Перестав бути консортом        | Смерть                       | Чоловік (а)  |
| ------- | ---- | ------------------------------- | ---------------------------------------------------------------------------------------- | ------------------- | -------------------------- | ---------------------------------- | ------------------- | ------------------------------ | ---------------------------- | ------------ |
|         |      | Кароліна Бранденбург-Ансбахська | Батько: Йоганн Фрідріх Бранденбург-Ансбахський Мати: Елеонора Саксен-Ейзенахська         | 1 (11) березня 1683 | 22 серпня (2 вересня) 1705 | 11 (22) червня 1727 Вступ чоловіка | 11 (22) жовтня 1727 | 20 листопада (1 грудня) 1737   | 20 листопада (1 грудня) 1737 | Георг II     |
|         |      | Шарлотта Мекленбург-Стреліцька  | Батько: Карл Мекленбург-Стрелицкий Мати: Єлизавета Альбертіна Саксен-Гільдбурггаузенська | 19 травня 1744      | 8 вересня 1761             | 8 вересня 1761                     | 22 вересня 1761     | 17 листопада 1818              | 17 листопада 1818            | Георг III    |
|         |      | Кароліна Брауншвейзька          | Батько: Карл Вільгельм Фердинанд Брауншвейзький Мати: Серпня Великобританська            | 17 травня 1768      | 8 квітня 1795              | 29 січня 1820 Вступ чоловіка       | не коронована       | 7 серпня 1821                  | 7 серпня 1821                | Георг IV     |
|         |      | Аделаїда Саксен-Мейнінгенська   | Батько: Георг I Мати: Луїза Елеонора Гогенлое-Лангенбургская                             | 13 серпня 1792      | 13 липня 1818              | 26 червня 1830 Вступ чоловіка      | 8 вересня 1831      | 20 червня 1837 Смерть чоловіка | 2 грудня 1849                | Вільгельм IV |
|         |      | Альберт Саксен-Кобург-Готський  | Батько: Ернст I Мати: Луїза Саксен-Гота-Альтенбурзька                                    | 26 серпня 1819      | 10 лютого 1840             | 10 лютого 1840                     | не коронований      | 14 грудня 1861                 | 14 грудня 1861               | Вікторія     |

### Віндзори(з 1917)
| Портрет | Герб | Ім'я                       | Батьки                                                           | Народження     | Шлюб              | Став консортом                | Коронація      | Перестав бути консортом       | Смерть            | Чоловік(а)   |
| ------- | ---- | -------------------------- | ---------------------------------------------------------------- | -------------- | ----------------- | ----------------------------- | -------------- | ----------------------------- | ----------------- | ------------ |
|         |      | Олександра Данська         | Батько: Крістіан IX Мати: Луїза Гессен-Кассельська               | 1 грудня 1844  | 10 березня 1863   | 22 січня 1901 Вступ чоловіка  | 9 серпня 1902  | 6 травня 1910 Смерть чоловіка | 20 листопада 1925 | Едвард VII   |
|         |      | Марія Текська              | Батько: Франц, герцог Текський Мати: Марія Аделаїда Кембриджська | 26 травня 1867 | 6 липня 1893      | 6 травня 1910 Вступ чоловіка  | 22 червня 1911 | 20 січня 1936 Смерть чоловіка | 24 березня 1953   | Георг V      |
|         |      | Єлизавета                  | Батько: Клод Джордж Боуз-Лайон Мати: Сесілія Ніна Боуз-Лайон     | 4 серпня 1900  | 26 квітня 1923    | 11 грудня 1936 Вступ чоловіка | 12 травня 1937 | 6 лютого 1952 Смерть чоловіка | 30 березня 2002   | Георг VI     |
|         |      | Філіп, герцог Единбурзький | Батько: Принц Андрій Грецький та Данський Мати: Аліса Баттенберг | 10 червня 1921 | 20 листопада 1947 | 6 лютого 1952 Вступ дружини   | не коронований | 9 квітня 2021                 | 9 квітня 2021     | Єлизавета II |
|         |      | Камілла                    | Батько: Брюс Шанд Мати: Розалінд Кьюбітт                         | 17 липня 1947  | 9 квітня 2005     | 8 вересня 2022 Вступ чоловіка | 6 травня 2023  |                               |                   | Чарльз III   |